# Cliff Island
Cliff Island est une île de la baie de Casco dans l'État du Maine aux États-Unis. Elle fait partie de la ville de Portland.
Selon le recensement de 2000, l’île avait une population d’environ 60 personnes à l'année. En été, la population de l’île atteint environ 200 habitants, malgré le fait qu’il s’agisse de la seule île habitée toute l’année de la baie de Casco sans aucune route pavée. 

## Description
Au début du XXe siècle, les auberges de l’île étaient un attrait pour les touristes d’été. Il n’y a plus d’hôtels, mais de nombreuses maisons sont disponibles pour des locations à la semaine ou plus longtemps. Bien qu’il n’y ait pas de services publics, les résidents profitent d’une salle communautaire, d’un court de tennis, d’un terrain de baseball et d’une aire de jeux. 
Les vélos, les voiturettes de golf et les voiturettes électriques sont le plus souvent utilisés pour le transport. 

## Dans la culture populaire
En 1987, le long métrage Les Baleines du mois d'août (The Whales of August) a été entièrement tourné sur Cliff Island. Le film a été la dernière apparition des Bette Davis, Lillian Gish et Ann Sothern.

## Source
- (en) Cet article est partiellement ou en totalité issu de l’article de Wikipédia en anglais intitulé « Cliff Island » (voir la liste des auteurs).